# Han Entzinger

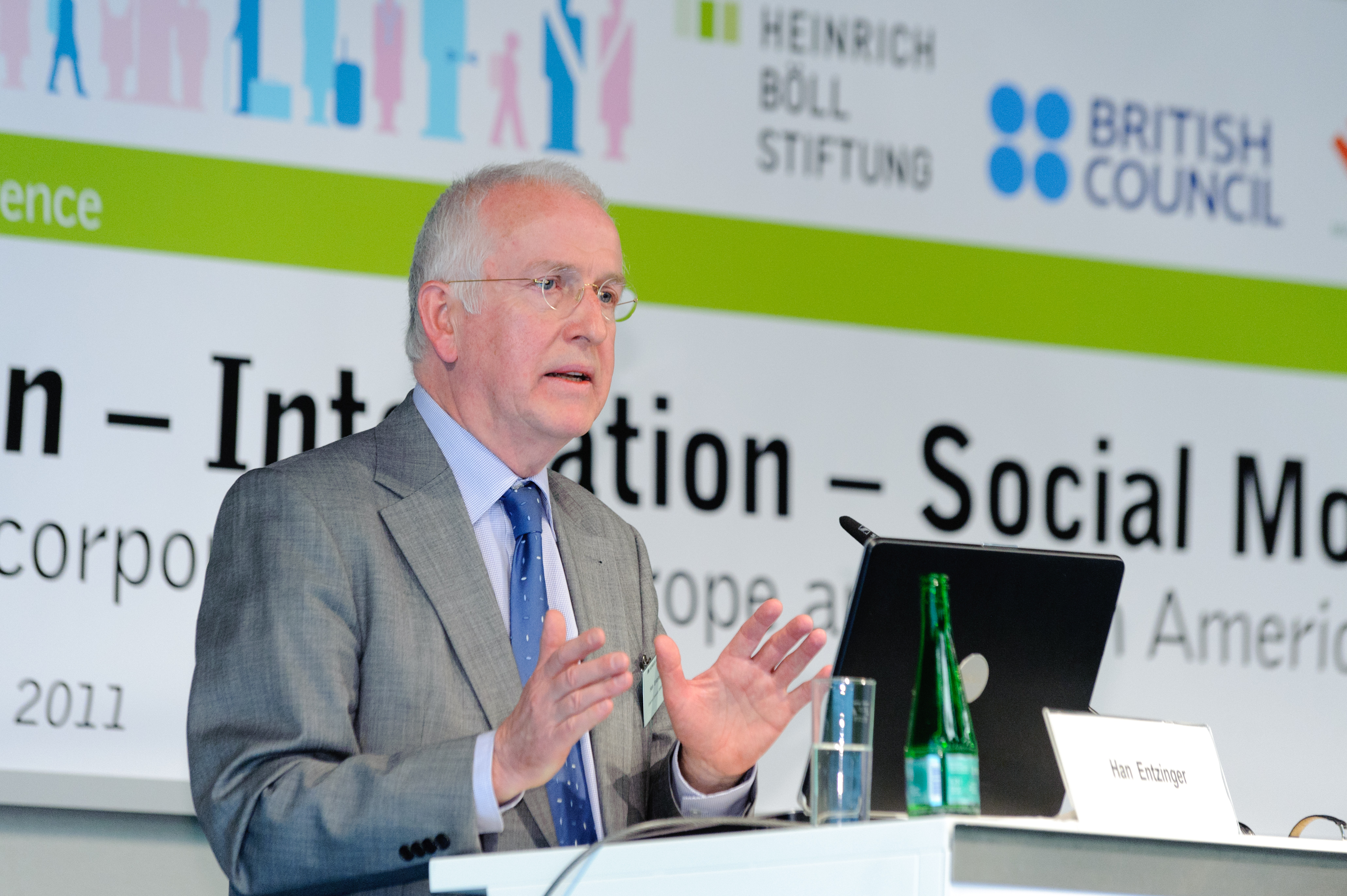
Han Entzinger (2011)

Henri Bernhard (Han) Entzinger (Den Haag, 1947) is een Nederlands socioloog en hoogleraar integratie- en migratiestudies aan de Erasmusuniversiteit van Rotterdam.
Entzinger studeerde sociologie in Leiden, Rotterdam en Straatsburg. In 1984 promoveerde hij in Leiden met een proefschrift over het minderhedenbeleid. Na zijn studie was hij werkzaam bij de Wetenschappelijke Raad voor het Regeringsbeleid (WRR) en bij de Internationale Arbeidsorganisatie (ILO). In 1986 werd hij hoogleraar aan de Universiteit Utrecht en vanaf 2001 is hij als hoogleraar verbonden aan de Erasmusuniversiteit van Rotterdam.
Op het terrein van migratie, integratie en multiculturaliteit was hij adviseur van de Nederlandse regering, de Europese Commissie en de Raad van Europa.
Uit zijn inaugurele rede bij de Erasmus Universiteit Rotterdam in 2002:
Een conflictloze multiculturele samenleving is ondenkbaar en datzelfde geldt voor een samenleving zonder invloeden van buitenaf, gewenst, maar onvermijdelijk ook ongewenst
Ook buiten zijn directe vakgebied heeft Entzinger werkzaamheden vervuld. Zo was hij onder meer voorzitter van de werkgeversvereniging voor welzijn, jeugdzorg en kinderopvang, de MOgroep, bestuurslid van de NPS en lid van de Raad voor het Openbaar Bestuur.
Entzinger is lid van D66. Van van 1993 tot 1997 was hij voorzitter van de Stichting Wetenschappelijk Bureau van deze partij.